# British American Racing
A British American Racing (BAR) foi uma equipe de automobilismo que competiu no campeonato da Fórmula 1. É uma equipe pertencente a British American Tobacco (BAT), uma das maiores indústrias de tabaco do mundo. Ela estreou em 1999 com os pilotos: o canadense Jacques Villeneuve (campeão mundial de Fórmula 1 de 1997) e o brasileiro Ricardo Zonta (campeão da Fórmula 3000 Internacional de 1997) e equipada com os motores Supertec, subsidiária da Renault. No ano de estreia a equipe já chegou causando polêmica, pois queria correr com os dois carros estampados com cores e patrocinadores diferentes: o carro de Villeneuve com Lucky Strike e o de Zonta com 555. Pelo regulamento da Fórmula 1 isso é proibido, porque o regulamento estabelece que ambos os carros devem ter a mesma pintura. A solução encontrada pela equipe foi dividir as cores dos patrocinadores ao meio: de um lado o branco da Lucky Strike e do outro o azul da 555.
Em seu ano de estreia a equipe não marcou nenhum ponto e terminou em último lugar no campeonato de construtores, além dos pilotos sofrerem vários acidentes graves e num destes acidentes Zonta ficou impedido de correr por três provas e em seu lugar foi chamado o finlandês Mika Salo.

## História
A British American Tobacco já esteva envolvida com a Fórmula 1 há muitos anos, com várias de suas marcas patrocinando diferentes equipes.
Em 1997, Craig Pollock convenceu a companhia da conveniência de adquirir uma equipe de Fórmula 1. A escolhida foi a Tyrrell pela qual Pollock e a BAT desembolsaram cerca de 47 milhões de dólares. Com Pollock, Adrian Reynard e Rick Gorne sendo os parceiros minoritários. O acordo foi anunciado em 2 de dezembro de 1997. A equipe ainda era oficialmente conhecida como Tyrrell em 1998, antes de se tornar BAR no ano seguinte.

### Parceria com a Honda

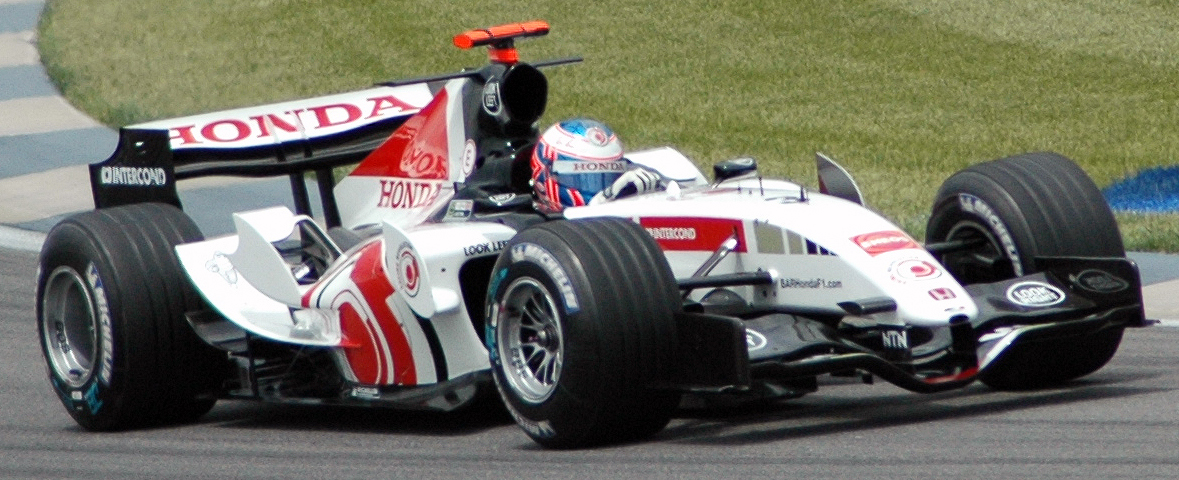
Jenson Button nos treinos do GP dos EUA de 2005.

Em 2000 a equipe fez acordo com a Honda para o fornecimento dos motores. A equipe superou as dificuldades do ano de estreia e marcou vinte pontos na temporada, terminando o campeonato na quinta posição. Em 2001, a equipe contratou o piloto Olivier Panis para o lugar de Zonta. A equipe não evoluiu muito em relação ao ano anterior, apesar de conquistar dois pódios com Villeneuve, marcou dezessete pontos. Em 2002 a equipe realizou outra temporada apagada, marcando somente sete pontos. Teve o afastamento de Craig Pollock do comando da equipe, empresario de Villeneuve que diziam não entender nada de Fórmula 1 e sim de Esqui e no seu lugar foi contratado David Richards, com experiência em competições de Rali. Mas a boa noticia ocorreu no final do ano com a compra de 40% da equipe pela Honda.
Em 2003, a primeira como parceira da Honda, a equipe contratou Jenson Button para o lugar de Panis, que se transferiu para a Toyota. A BAR teve uma temporada razoável, marcou 26 pontos e terminou em quinto lugar no campeonato de construtores. E dias antes da última corrida do ano a equipe afastou Villeneuve e colocou no seu lugar Takuma Sato, piloto de teste da equipe e protegido da Honda. Um dos motivos desse afastamento seria o desentendimento do próprio Villeneuve com Richards, que no final do ano acabou sendo demitido da equipe.
Em 2004, a equipe foi a grande surpresa da temporada, terminando o ano como vice-campeã entre as equipes com 119 pontos, obteve a primeira pole position no GP de San Marino, com Button, e 11 pódios (10 com Button, um com Sato).
Em 2005, a BAR enfrentou no começo da temporada problemas com carro e motor, além de ser suspensa por algumas corridas com irregularidade no tanque de combustível, mas obteve uma evolução no final da temporada. A equipe somou 38 pontos e terminou na 6ª posição. Durante o ano a equipe anunciou a contratação do ex-piloto brasileiro Gil de Ferran para o cargo de Diretor Esportivo, e em agosto, a contratação do brasileiro Rubens Barrichello, até então piloto da Ferrari para correr as temporadas de 2006 e 2007.

### Compra da equipe pela Honda
Em outubro de 2005, a Honda anunciou a compra total da equipe. A BAR passou a se chamar Honda em 2006 e no ano de estreia contou com Jenson Button e Rubens Barrichello.

## Pilotos
| Ano  | Nome                           | Carro | Pneus | Motor    | Óleo        | Número do Carro | Pilotos            | Pilotos de Teste                                            | Classificação de Construtores |
| ---- | ------------------------------ | ----- | ----- | -------- | ----------- | --------------- | ------------------ | ----------------------------------------------------------- | ----------------------------- |
| 2005 | Lucky Strike BAR Honda         | 007   | M     | Honda    | ENEOS       | 3               | Jenson Button      | Anthony Davidson Enrique Bernoldi                           | 6º lugar 38 pontos            |
| 2005 | Lucky Strike BAR Honda         | 007   | M     | Honda    | ENEOS       | 4               | Takuma Sato        | Anthony Davidson Enrique Bernoldi                           | 6º lugar 38 pontos            |
| 2005 | Lucky Strike BAR Honda         | 007   | M     | Honda    | ENEOS       | 4               | Anthony Davidson   | Anthony Davidson Enrique Bernoldi                           | 6º lugar 38 pontos            |
| 2004 | Lucky Strike BAR Honda         | 006   | M     | Honda    | Elf         | 9               | Jenson Button      | Anthony Davidson                                            | 2º lugar 119 pontos           |
| 2004 | Lucky Strike BAR Honda         | 006   | M     | Honda    | Elf         | 10              | Takuma Sato        | Anthony Davidson                                            | 2º lugar 119 pontos           |
| 2003 | Lucky Strike BAR Honda         | 005   | B     | Honda    | Castrol     | 16              | Jacques Villeneuve | Takuma Sato Anthony Davidson                                | 5º lugar 26 pontos            |
| 2003 | Lucky Strike BAR Honda         | 005   | B     | Honda    | Castrol     | 16              | Takuma Sato        | Takuma Sato Anthony Davidson                                | 5º lugar 26 pontos            |
| 2003 | Lucky Strike BAR Honda         | 005   | B     | Honda    | Castrol     | 17              | Jenson Button      | Takuma Sato Anthony Davidson                                | 5º lugar 26 pontos            |
| 2002 | Lucky Strike BAR Honda         | 004   | B     | Honda    | Elf/Nisseki | 11              | Jacques Villeneuve | Darren Manning Anthony Davidson Patrick Lemarié Ryo Fukuda  | 8º lugar 7 pontos             |
| 2002 | Lucky Strike BAR Honda         | 004   | B     | Honda    | Elf/Nisseki | 12              | Olivier Panis      | Darren Manning Anthony Davidson Patrick Lemarié Ryo Fukuda  | 8º lugar 7 pontos             |
| 2001 | Lucky Strike BAR Honda         | 003   | B     | Honda    | Nisseki     | 9               | Olivier Panis      | Darren Manning Anthony Davidson Patrick Lemarié Takuma Sato | 6º lugar 17 pontos            |
| 2001 | Lucky Strike BAR Honda         | 003   | B     | Honda    | Nisseki     | 10              | Jacques Villeneuve | Darren Manning Anthony Davidson Patrick Lemarié Takuma Sato | 6º lugar 17 pontos            |
| 2000 | Lucky Strike Reynard BAR Honda | 002   | B     | Honda    | Nisseki     | 22              | Jacques Villeneuve | Darren Manning                                              | 5º lugar 20 pontos            |
| 2000 | Lucky Strike Reynard BAR Honda | 002   | B     | Honda    | Nisseki     | 23              | Ricardo Zonta      | Darren Manning                                              | 5º lugar 20 pontos            |
| 1999 | British American Racing        | 01    | B     | Supertec | Elf         | 22              | Jacques Villeneuve | Patrick Lemarié                                             | NC (11º lugar) 0 ponto        |
| 1999 | British American Racing        | 01    | B     | Supertec | Elf         | 23              | Ricardo Zonta      | Patrick Lemarié                                             | NC (11º lugar) 0 ponto        |
| 1999 | British American Racing        | 01    | B     | Supertec | Elf         | 23              | Mika Salo          | Patrick Lemarié                                             | NC (11º lugar) 0 ponto        |

## Galeria

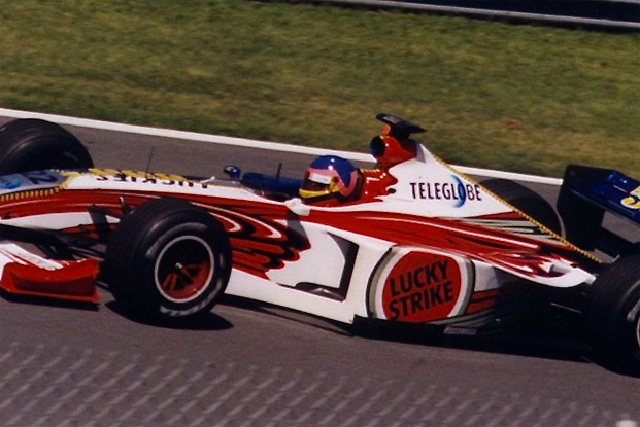
Jacques Villeneuve dirigindo o BAR 01 no GP do Canadá de 1999
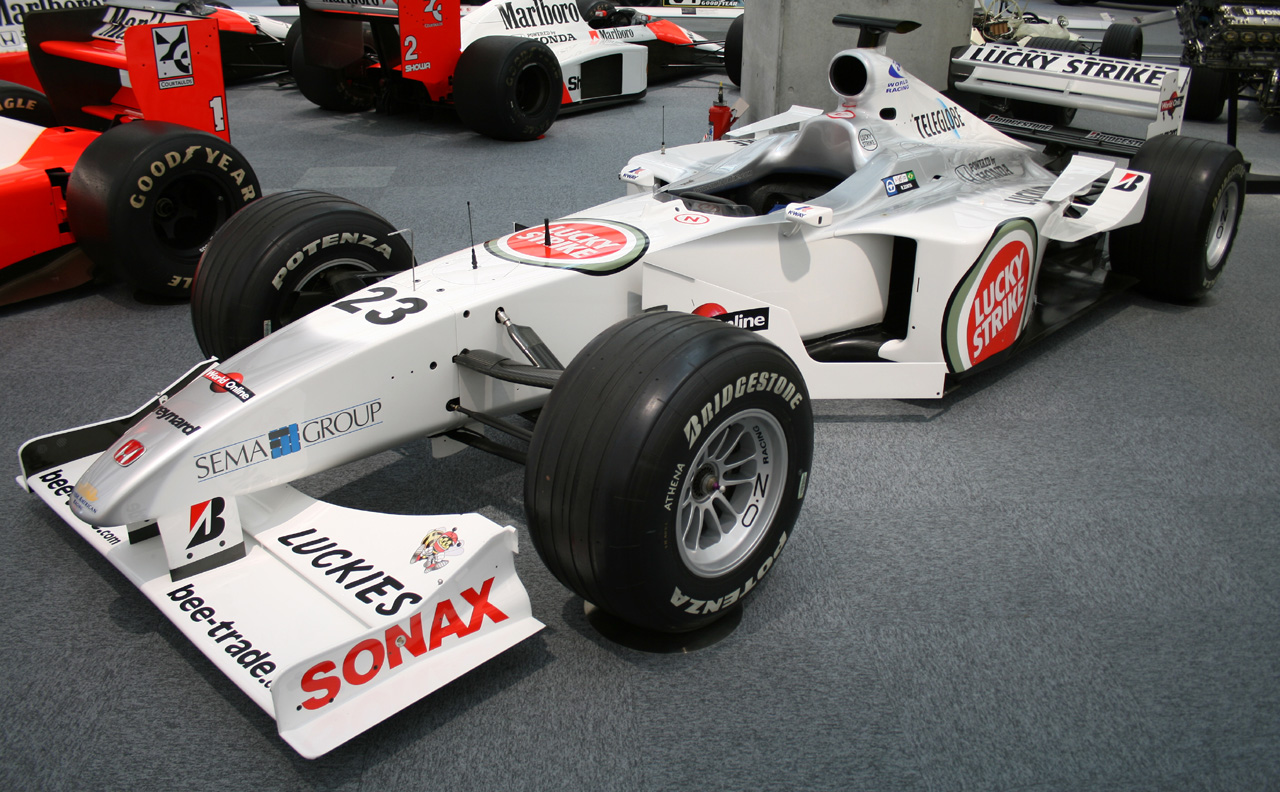
O BAR 002 trouxe a equipe seus primeiros pontos no GP da Austrália de 2000
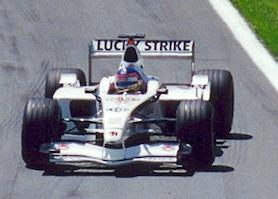
Jacques Villeneuve dirigindo o BAR 003 no GP do Canadá de 2001
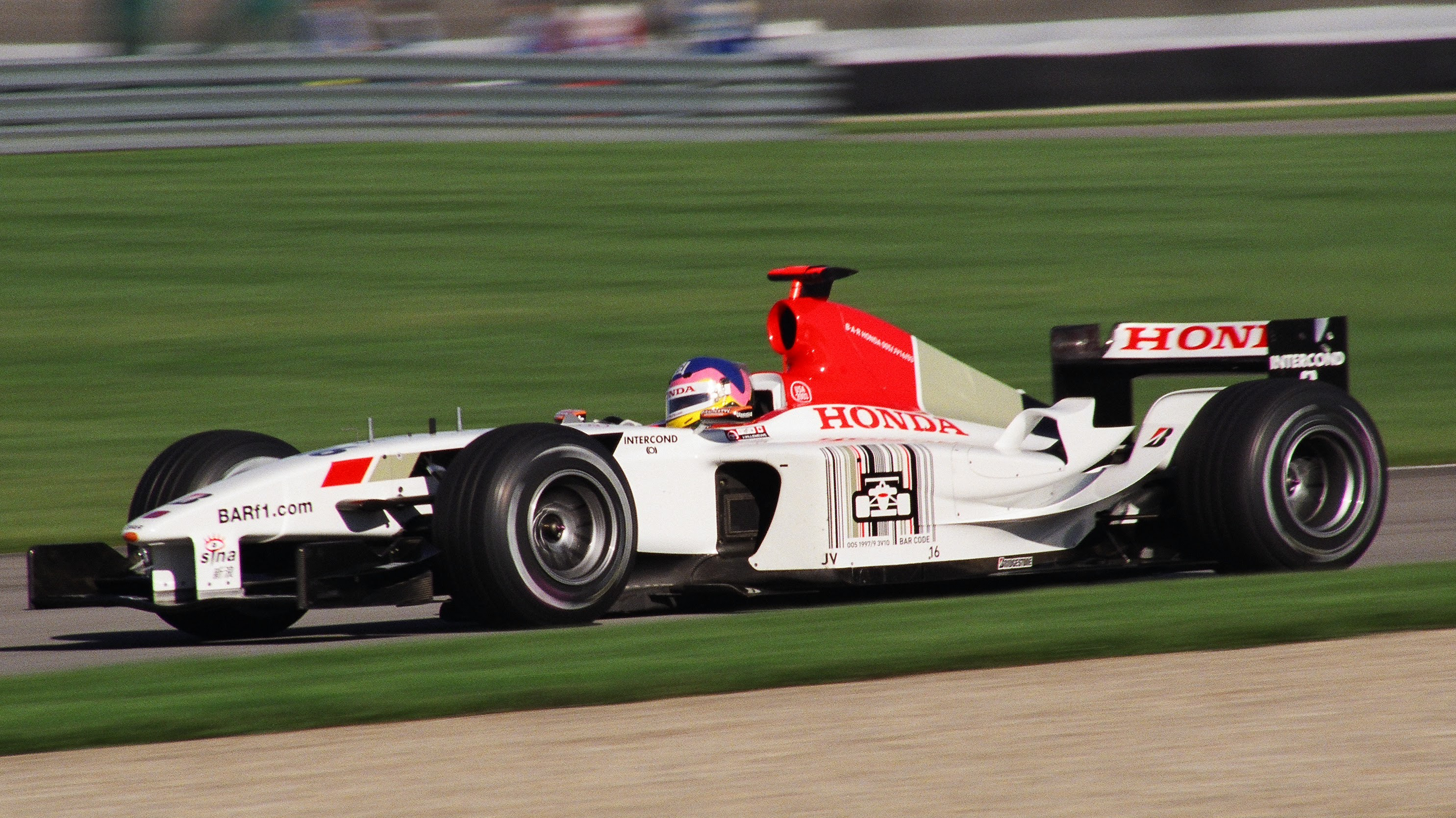
Jacques Villeneuve dirigindo o BAR 005 no GP dos EUA de 2003
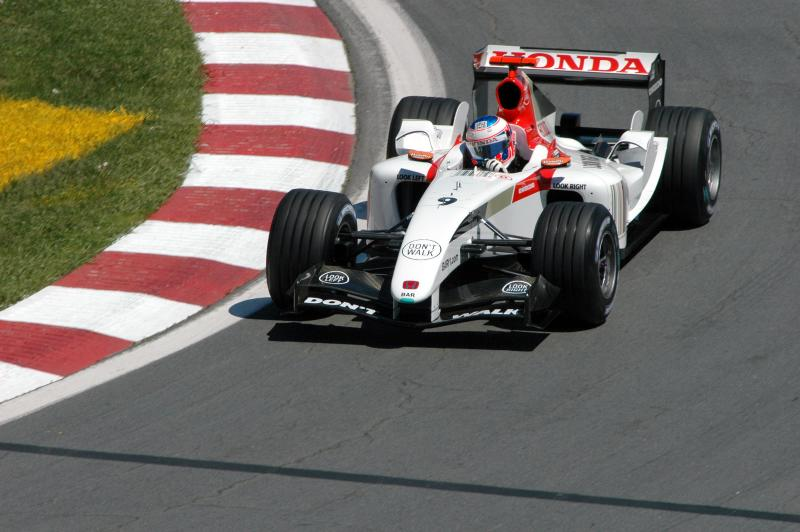
Jenson Button dirigindo o BAR 006 no GP do Canadá de 2004
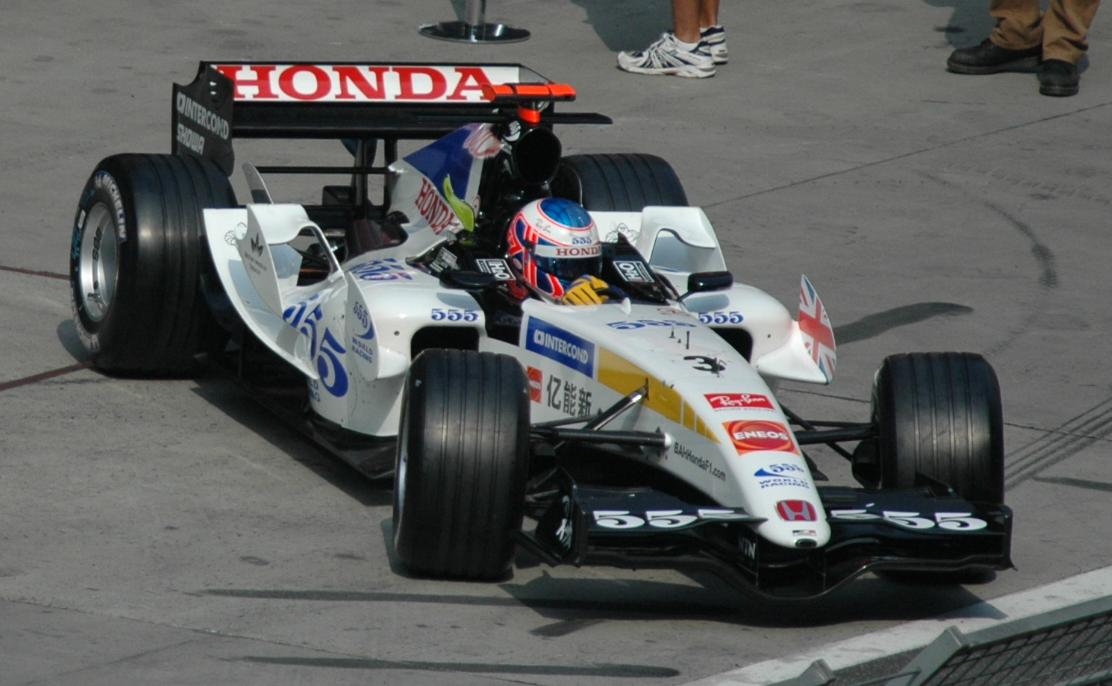
Jenson Button dirigindo o BAR 007 no GP da China de 2005

## Resultados Completos da British American Racing
(legenda) (em negrito indica pole position)
| Ano  | Chassis | Motor             | Pneus | Nº | Pilotos            | 1   | 2   | 3   | 4   | 5   | 6   | 7   | 8   | 9   | 10  | 11  | 12  | 13  | 14  | 15  | 16  | 17  | 18  | 19  | Pontos | Posição  |  |
| ---- | ------- | ----------------- | ----- | -- | ------------------ | --- | --- | --- | --- | --- | --- | --- | --- | --- | --- | --- | --- | --- | --- | --- | --- | --- | --- | --- | ------ | -------- |  |
|      |         |                   |       |    |                    |     |     |     |     |     |     |     |     |     |     |     |     |     |     |     |     |     |     |     |        |          |  |
|      |         |                   |       |    |                    | AUS | MAL | BHR | SMR | ESP | MON | EUR | CAN | USA | FRA | GBR | GER | HUN | TUR | ITA | BEL | BRA | JPN | CHN |        |          |  |
| 2005 | 007     | Honda RA005E V10  | M     | 3  | Jenson Button      | 11† | Ret | Ret | DNQ |     |     | 10  | Ret | DNS | 4   | 5   | 3   | 5   | 5   | 8   | 3   | 7   | 5   | 8   | 38     | 6º       |  |
| 2005 | 007     | Honda RA005E V10  | M     | 4  | Takuma Sato        | 14† |     | Ret | DSQ |     |     | 12  | Ret | DNS | 11  | 16  | 12  | 8   | 9   | 16  | Ret | 10  | DSQ | Ret | 38     | 6º       |  |
| 2005 | 007     | Honda RA005E V10  | M     | 4  | Anthony Davidson   |     | Ret |     |     |     |     |     |     |     |     |     |     |     |     |     |     |     |     |     | 38     | 6º       |  |
|      |         |                   |       |    |                    |     |     |     |     |     |     |     |     |     |     |     |     |     |     |     |     |     |     |     |        |          |  |
|      |         |                   |       |    |                    | AUS | MAL | BHR | SMR | SPA | MON | EUR | CAN | USA | FRA | GBR | GER | HUN | BEL | ITA | CHN | JPN | BRA |     |        |          |  |
| 2004 | 005     | Honda RA004E V10  | M     | 9  | Jenson Button      | 6   | 3   | 3   | 2   | 8   | 2   | 3   | 3   | Ret | 5   | 4   | 2   | 5   | Ret | 3   | 2   | 3   | Ret |     | 119    | 2º       |  |
| 2004 | 005     | Honda RA004E V10  | M     | 10 | Takuma Sato        | 9   | 15† | 5   | 16† | 5   | Ret | Ret | Ret | 3   | Ret | 11  | 8   | 6   | Ret | 4   | 6   | 4   | 6   |     | 119    | 2º       |  |
|      |         |                   |       |    |                    |     |     |     |     |     |     |     |     |     |     |     |     |     |     |     |     |     |     |     |        |          |  |
|      |         |                   |       |    |                    | AUS | MAL | BRA | SMR | ESP | AUT | MON | CAN | EUR | FRA | GBR | GER | HUN | ITA | USA | JAP |     |     |     |        |          |  |
| 2003 | 005     | Honda RA003E V10  | B     | 16 | Jacques Villeneuve | 9   | DNS | 6   | Ret | Ret | 12  | Ret | Ret | Ret | 9   | 10  | 9   | Ret | 6   | Ret |     |     |     |     | 26     | 5º       |  |
| 2003 | 005     | Honda RA003E V10  | B     | 16 | Takuma Sato        |     |     |     |     |     |     |     |     |     |     |     |     |     |     |     | 6   |     |     |     | 26     | 5º       |  |
| 2003 | 005     | Honda RA003E V10  | B     | 17 | Jenson Button      | 10  | 7   | Ret | 8   | 9   | 4   | DNS | Ret | 7   | Ret | 8   | 8   | 10  | Ret | Ret | 4   |     |     |     | 26     | 5º       |  |
|      |         |                   |       |    |                    |     |     |     |     |     |     |     |     |     |     |     |     |     |     |     |     |     |     |     |        |          |  |
|      |         |                   |       |    |                    | AUS | MAL | BRA | SMR | ESP | AUT | MON | CAN | EUR | GBR | FRA | GER | HUN | BEL | ITA | USA | JPN |     |     |        |          |  |
| 2002 | 004     | Honda RA002E V10  | B     | 11 | Jacques Villeneuve | Ret | 8   | 10† | 7   | 7   | 10† | Ret | Ret | 12  | 4   | Ret | Ret | Ret | 8   | 9   | 6   | Ret |     |     | 7      | 8º       |  |
| 2002 | 004     | Honda RA002E V10  | B     | 12 | Olivier Panis      | Ret | Ret | Ret | Ret | Ret | Ret | Ret | 8   | 9   | 5   | Ret | Ret | 12  | 12† | 6   | 12  | Ret |     |     | 7      | 8º       |  |
|      |         |                   |       |    |                    |     |     |     |     |     |     |     |     |     |     |     |     |     |     |     |     |     |     |     |        |          |  |
|      |         |                   |       |    |                    | AUS | MAL | BRA | SMR | SPA | AUT | MON | CAN | EUR | FRA | GBR | GER | HUN | BEL | ITA | USA | JPN |     |     |        |          |  |
| 2001 | 003     | Honda RA001E V10  | B     | 9  | Olivier Panis      | 7   | Ret | 4   | 8   | 7   | 5   | Ret | Ret | Ret | 9   | Ret | 7   | Ret | 11  | 9   | 11  | 13  |     |     | 17     | 6º       |  |
| 2001 | 003     | Honda RA001E V10  | B     | 10 | Jacques Villeneuve | Ret | Ret | 7   | Ret | 3   | 8   | 4   | Ret | 9   | Ret | 8   | 3   | 9   | 8   | 6   | Ret | 10  |     |     | 17     | 6º       |  |
|      |         |                   |       |    |                    |     |     |     |     |     |     |     |     |     |     |     |     |     |     |     |     |     |     |     |        |          |  |
|      |         |                   |       |    |                    | AUS | BRA | SMR | GBR | SPA | EUR | MON | CAN | FRA | AUT | GER | HUN | BEL | ITA | USA | JPN | MYS |     |     |        |          |  |
| 2000 | 002     | Honda RA000E V10  | B     | 22 | Jacques Villeneuve | 4   | Ret | 5   | 16† | Ret | Ret | 7   | 15† | 4   | 4   | 8   | 12  | 7   | Ret | 4   | 6   | 5   |     |     | 20     | 5º       |  |
| 2000 | 002     | Honda RA000E V10  | B     | 23 | Ricardo Zonta      | 6   | 9   | 12  | Ret | 8   | Ret | Ret | 8   | Ret | Ret | Ret | 14  | 12  | 6   | 6   | 9   | Ret |     |     | 20     | 5º       |  |
|      |         |                   |       |    |                    |     |     |     |     |     |     |     |     |     |     |     |     |     |     |     |     |     |     |     |        |          |  |
|      |         |                   |       |    |                    | AUS | BRA | SMR | MON | ESP | CAN | FRA | GBR | AUT | GER | HUN | BEL | ITA | EUR | MAL | JPN |     |     |     |        |          |  |
| 1999 | 01      | Supertec FB01 V10 | B     | 22 | Jacques Villeneuve | Ret | Ret | Ret | Ret | Ret | Ret | Ret | Ret | Ret | Ret | Ret | 15  | 8   | 10† | Ret | 9   |     |     |     | 0      | NC (11º) |  |
| 1999 | 01      | Supertec FB01 V10 | B     | 23 | Ricardo Zonta      | Ret | NQ  |     |     |     | Ret | 9   | Ret | 15† | Ret | 13  | Ret | Ret | 8   | Ret | 12  |     |     |     | 0      | NC (11º) |  |
| 1999 | 01      | Supertec FB01 V10 | B     | 23 | Mika Salo          |     |     | 7†  | Ret | 8   |     |     |     |     |     |     |     |     |     |     |     |     |     |     | 0      | NC (11º) |  |

† Completou mais de 90% da distância da corrida.

## Estatística da equipe
- GPs disputados: 118
- Vitórias: 0
- Poles: 2
- Pontos: 227
- Pódios: 14
- Títulos: 0